# Motogodzina
Motogodzina (w skrócie mth lub mtg), maszynogodzina – jednostka miary czasu pracy maszyny, obliczanej jako różnica między czasem jej zakończenia a rozpoczęcia, odpowiadająca jednej godzinie.
Przykład: Dla wykonania określonej pracy remontowej drogi użyto następujących maszyn:
- młota pneumatycznego pracującego w godzinach 7:00-9:00

9:00 (h) – 7:00 (h) = 2 h → 2 mth
- koparko-spycharki pracującej w godzinach 8:00-12:15

12:15 (h) – 8:00 (h) = 4 h 15 min → 4,25 mth
- walca drogowego pracującego w godzinach 16:00-16:30

16:30 (h) – 16:00 (h) = 30 min → 0,5 mth
2 mth + 4,25 mth + 0,5 mth = 6,75 mth
Ogólny czas pracy maszyn wykorzystanych w pracach drogowych wynosi 6,75 mth.
Jednostka wykorzystywana w działaniach ekonomicznych (bardzo często w rozliczeniach), a także w statystyce i gospodarce materiałowej, często jako punkt odniesienia dla innych obliczeń (zwłaszcza kosztowych) lub składowa ich algorytmów.

## Maszyny o zmiennych obrotach
W ciągnikach rolniczych i innych maszynach napędzanych silnikami spalinowymi o zmiennych obrotach motogodzina to czas pracy urządzenia przy znamionowych obrotach:
{\displaystyle M={\frac {nt}{n_{z}}},}
gdzie:
{\displaystyle M} – liczba motogodzin
{\displaystyle n} – obroty maszyny w jednostce czasu, zazwyczaj na minutę
{\displaystyle t} – czas w godzinach
{\displaystyle n_{z}} – obroty znamionowe w jednostce czasu.
Definicja motogodziny maszyn ze zmienną prędkością obrotową jest liczona przy uwzględnieniu maksymalnych obrotów maszyny w stosunku do tych, na których w danym momencie pracuje. Tak naprawdę definicja motogodziny powinna być ściśle rozdzielona i zdefiniowana osobno dla pomiaru czasu rzeczywistego oraz osobno dla pomiaru przebiegu.
Jeżeli maszyny są wyposażone w liczniki mierzące różnicę czasu włączenia do czasu wyłączenia silnika, jest to tylko wskaźnik pozwalający rozliczyć się za czas pracy maszyny ze zleceniobiorcą – jedynie motogodzina określa faktyczny czas, którego nie można przekraczać w dokonywaniu okresowych przeglądów. Obliczenie stosunku rzeczywistego czasu pracy maszyny do ilości przepracowanych motogodzin prowadzi do określenia faktycznego odzwierciedlenia, jak maszyna pracowała. Jeżeli silnik pracował na obciążeniu jałowym, to stosunek czasu pracy maszyny do ilości motogodzin wyniesie 1:0,2. Jeśli maszyna pracowałaby w większości na pełnym obciążeniu, to stosunek wynosiłby w przybliżeniu 1:1.
Maszyny wyposażone w silniki spalinowe i inne (ciągniki rolnicze, kombajny, agregaty prądotwórcze) mają wbudowane liczniki motogodzin pracy. Wskazania ich decydują o przeglądach i remontach, a także o sposobie naliczania opłat za wykonaną pracę (na przykład w kółkach rolniczych).
Liczniki motogodzin są odpowiednikami liczników kilometrów w samochodach.
W praktyce stosuje się zarówno dziesiętny, jak i godzinowo–minutowy zapis motogodzin.